# Otar Tushishvili
Otar Tushishvili (in georgiano ოთარ თუშიშვილი?; 14 giugno 1978) è un ex lottatore georgiano, specializzato nella lotta libera.

## Palmarès

### Olimpiadi
- 1 medaglia:
  - 1 bronzo (Pechino 2008 nei 66 kg)

### Mondiali
- 3 medaglie:
  - 1 argento (Canton 2006 nei 66 kg)
  - 2 bronzi (Budapest 2005 nei 66 kg; Baku 2007 nei 66 kg)